# Cene Bavec
Cene Bavec, slovenski fizik in politik, zaslužni professor, *1946, Ljubljana, Slovenija. 

## Življenje
Leta 1972 je diplomiral iz tehniške fizike na Fakulteti za naravoslovje in tehnologijo in doktoriral leta 1996 iz informacijsko upravljalskih znanosti na Ekonomski fakulteti Univerze v Ljubljani. Leta 2014 je bil imenovan za zaslužnega profesorja Univerze na Primorskem.
Leta 2006 je prejel nagrado "Donald Michie and Alan Turing” za življenjsko delo.

## Delo
Leta 1972 se je zaposlil kot IBM sistemski inženir v Intertrade – IBM v Ljubljani. V letih 1982 do 1986 je bil namestnik direktorja Republiškega zavod za statistiko, od 1998 do 2000 pa državni sekretar za tehnologijo na Ministrstvu za znanost in tehnologijo Republike Slovenije. Od 1992 do 1994 je bil predsednik Upravnih odborov javnega zavoda ARNES in javnega zavoda IZUM.
V letih 2000 in 2001 je bil dekan Visoke šole za management Koper (zdaj Fakulteta za management Univerze na Primorskem). V letih 2001 in 2002 je bil član delovne skupine Vlade Republike Slovenije za ustanovitev Univerze na Primorskem in 8 let član Senata Univerze na Primorskem. Med drugim je kot nosilec predmetov predaval na State university of New York Plattsburgh in Mikkeli University of Applied Sciences na Finskem. Upokojil se je leta 2012 kot redni profesor Univerze na Primorskem.
Od 1986 do 1990 je bil nacionalni koordinator sodelovanja med OECD in Jugoslavijo na področju informatike v javni upravi. Od 1997 do 2001 je bil član Izvršilnega odbora Evropskega foruma o informacijski družbi (Bangemannov forum). Od 2004 do 2006 je bil koordinator sodelovanja podjetja IBM z univerzami v Srednji Evropi in Rusiji. 